# Raúl Díez Canseco Terry
Pour les articles homonymes, voir Canseco.
Raúl Diez Canseco Terry, né le 23 janvier 1948 à Lima, est un économiste et homme d'État péruvien. Membre d'Acción Popular, il occupe la place de 1er vice-président du Pérou sous Alejandro Toledo de juillet 2001 à décembre 2004.

### Sources
- (es) Cet article est partiellement ou en totalité issu de l’article de Wikipédia en espagnol intitulé « Raúl Díez Canseco Terry » (voir la liste des auteurs).